# Dysstroma albiangulata
Dysstroma albiangulata är en fjärilsart som beskrevs av W. Warren 1893. Dysstroma albiangulata ingår i släktet Dysstroma och familjen mätare. Inga underarter finns listade i Catalogue of Life.